# Cincuenta y cuatro
El cincuenta y cuatro (54) es el número natural que sigue al cincuenta y tres y precede al cincuenta y cinco.

## Propiedades matemáticas
- Es un número compuesto, que tiene los siguientes factores propios: 1, 2, 3, 6, 9, 18, 27. Como la suma de sus factores es 66 > 54, se trata de un número abundante.
- Es un número de Leyland ya que 3³ + 3³ = 54.
- Un número práctico.
- 54 se puede escribir como la suma de tres cuadrados de tres maneras diferentes: 7 2 + 2 2 + 1 2 = 6 2 + 3 2 + 3 2 = 5 2 + 5 2 + 2 2 = 54.
- Es un número semiperfecto.
- En la base 10, es un número de Harshad.
- El seno de un ángulo de 54 grados es la mitad de la proporción dorada.

## Ciencia
- 54 es el número atómico del xenón.
- Objeto de Messier M54  es un cúmulo globular en la constelación Sagitario.
- Objeto del Nuevo Catálogo General NGC 54 es una galaxia espiral barrada localizada en la constelación de Cetus.
- El número de años en tres ciclos Saros de eclipses del sol y la luna se conoce como Triple Saros o exeligmos.